# Лаппо-Данилевська Надія Олександрівна
Надія Олександрівна Лаппо-Данилевська (до шлюбу Люткевич, 1874, Київ, Російська імперія — 17 березня 1951, Шароль, департамент Сона і Луара, Франція) — російська письменниця, учасниця Російського апостолату.

## Біографія
Народилася 1874 року в сім'ї військових, закінчила Санкт-Петербурзький Єлизаветинський інститут, подорожувала Європою, жила в Італії, де дебютувала як лірична співачка в міланському Ла Скала.
В 1898 році стала дружиною композитора Сергія Сергійовича Лаппо-Данилевського (8.4.1868-13.05.1957), молодшого брата історика Олександр Лаппо-Данилевського; шлюб розпався на початку 1910-х років.
Після 1917 року невдало намагалася перейти кордон із Фінляндією, була заарештована і утримувалась у катівнях ЧК, у 1920 році разом з дітьми бігла до Латвії. Жила у Варшаві та Берліні.
У 1923 році в Римі її прийняв на аудієнції Папа Пій XI, у 1924 році в Парижі вона перейшла до католицтва. Далі була серед засновників та активних парафіян парафії Святої Трійці на 39, rue Francois-Gerard, Paris, 16. Брала участь у пастирських проєктах, займалася каритативною діяльністю, публікувалася в парафіяльному виданні «Наш парафія».

## Творчість
Перша публікація вийшла 1911 року, це вірш «Коли вечірня морок спаде…». Далі Лаппо-Данилевська стала відома як письменниця завдяки романам: 1911 року під псевдонімом Н. А. Кредо опублікувала «У тумані життя», в 1912 році — «Дружина міністра» (Особливе видання — 1913 року і під назвою «Пустоцвіти» вийшло перевидання в Ризі в 1927 році). В 1914 році виходить «Княжна Мара», вслід написала «Російський пан», це найбільш знаменитий твір Лаппо-Данилевської. У романі на тлі сімейної драми головних героїв в образі неписьменного сільського священика вгадується постать Григорія Распутіна. Роман «Мішура» публікується в 1916 році, в 1917 році — «Обов'язок життя» (перевидання — Берлін 1922 рік). Ще будучи в Петрограді, задумала цикл під загальною назвою «Развал», що складається з частин «Развал», «Аварія», «На кому вина?» і «Хай буде світло», твір побачив світ у Берліні 1921 — 1922 роках. До 1922 року належить роман «Катерина Нікітішна», також опублікований в Берліні.
Католицька тематика починає явно бути присутньою у творах письменниці починаючи з роману «На щастя», написаному в Парижі в 1925 році, а потім продовжується в повісті 1926 року «Злаяний», вона присвячена стану російської католицької еміграції та ролі особистісного усвідомлення цього феномену. Тема дореволюційної Росії показана романах «У садибі» (Париж, 1928 рік) та «Мільйони Бурлакових» (перше видання в Ризі в 1929 році і друге під назвою «На Волзі» перевидане в Шанхаї в 1937 році).

Відповідно до обліку літератури, що видається в Тургенівській бібліотеці в Парижі, в 1930-ті роки Лаппо-Данілевська входила до числа 15 найчитаніших авторів. Натомість критики, виховані на ідеалах громадського служіння, були часом незаслужено суворі до її творів.
— Лаппо-Данилевский К. Ю. Н. А. Лаппо-Данилевская // Русские писатели: 1800–1917. Биографический словарь. М., 1994. Т. 3: К–М. С. 289–290.
Померла 17 березня 1951 року в Шароль, департамент Сона та Луара, Франція.

## Літературні твори
- У тумані життя. — 1911.
- У садибі. — Париж. 1928.
- У садибі. — Париж. 1928.
- Обов'язок життя. — 1917 (перевид.: Берлін, 1922)
- Катерина Микитівна. — Берлін, 1922 (pdf [Архівовано 27 лютого 2021 у Wayback Machine.])
- Дружина міністра. — 1912. (перевид.: 1913)
- На щастя. — 1925.
- Княжна Мара. — Пг., 1914
- Катастрофа (Армія). — Берлін. 1922.
- Маленька жінка: повість та оповідання. — Пг., 1918.
- Мільйони Бурлакових. — Рига. 1929.
- Мішура. 1916.
- На Волзі. — Шанхай, 1937.
- Петроградські начерки: Нарис // Останні новини. — Ревель. 06.5.1921, № 106. — С. 1-2.
- Лист жінкам усього світу // Останні новини. — Ревель. 24.11.1921, № 283. — С. 3.
- Зганьблений. 1926.
- Пустоцвіти. — Рига: Видання М. Дідковського, 1927. — 192 с.
- Розвал 1916—1917 гг.
- Російський пан. Пг. 1915 (англ. переклад: Lappo-Danileveskaia N. A . Michail Gourakin, the heart of Russia . New York: McBride, 1917).
- Сцени петроградського життя // Останні новини. — Ревель. 13.01.1921. № 8. — С. 2.; 21.4.1921, № 92. — С. 2-3.